# Палестинске територије
Палестинске територије или Окупиране палестинске територије (ОПТ) је израз који се најчешће користио за Западну обалу (укључујући Источни Јерусалим) и Појас Газе. Влада Израела тврди да је подручје дио територијалног спора. Обим територија, као дио будућих преговора, одређен је Зеленом линијом. Израз „Палестинске територије, окупиране” користиле су УН и друге међународне организације између 1998. и 2013. за Палестинску Народну Самоуправу, и замијењен је 2013. појмом „Држава Палестина”.
Израел је окупирао територије Западне обале и Појаса Газе у Шестодневном рату 1967, које су раније окупирали Јордан и Египат, односно држали су контролу над њима.